# Dimeria avenacea
Dimeria avenacea är en gräsart som först beskrevs av Anders Jahan Retzius, och fick sitt nu gällande namn av Cecil Ernest Claude Fischer. Dimeria avenacea ingår i släktet Dimeria och familjen gräs. Inga underarter finns listade i Catalogue of Life.